# Jean-Baptiste Lemesre
Jean-Baptiste Lemesre, né le 6 juillet 1748 à Houplines (Flandre française) et mort le 7 janvier 1826 à Armentières (Nord), est un homme politique français.

## Biographie
Administrateur du département Nord, il est élu, le 30 août 1791, Député du Nord à l'Assemblée législative. Il siège parmi les modérés et ne prend la parole que pour demander un rapport sur les causes des troubles qui agitaient les colonies. Là se borne son rôle parlementaire ; il devient plus tard Conseiller général du Nord et officie en qualité de juge de paix du canton d'Armentières jusqu'à sa mort.